# Robert Dixon (Entdecker)

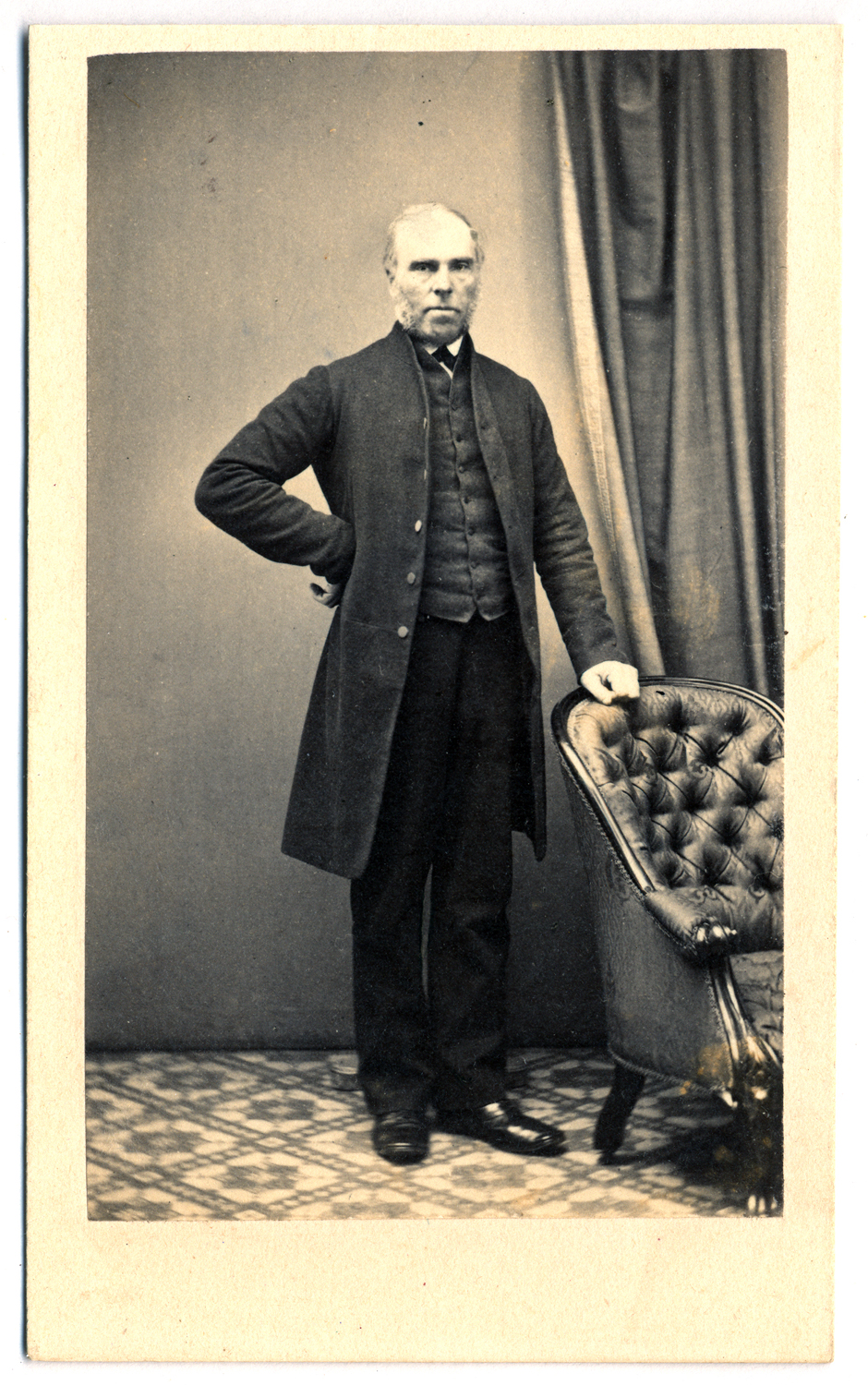
Robert Dixon

Robert Harald Lindsay Dixon (* 1800 in Cockfield, County Durham, England; † 8. April 1858 in Sydney, Australien) war ein australischer Vermesser und Entdecker. Dixon wird zugeschrieben, eine Reihe von Gebieten entlang der Ostküste Australiens erstmals vermessen und benannt zu haben.

## Vermessungsexpeditionen
In den Jahren 1831–32 führte Dixon Vermessungen in den Bezirken Upper Hunter und New England durch.

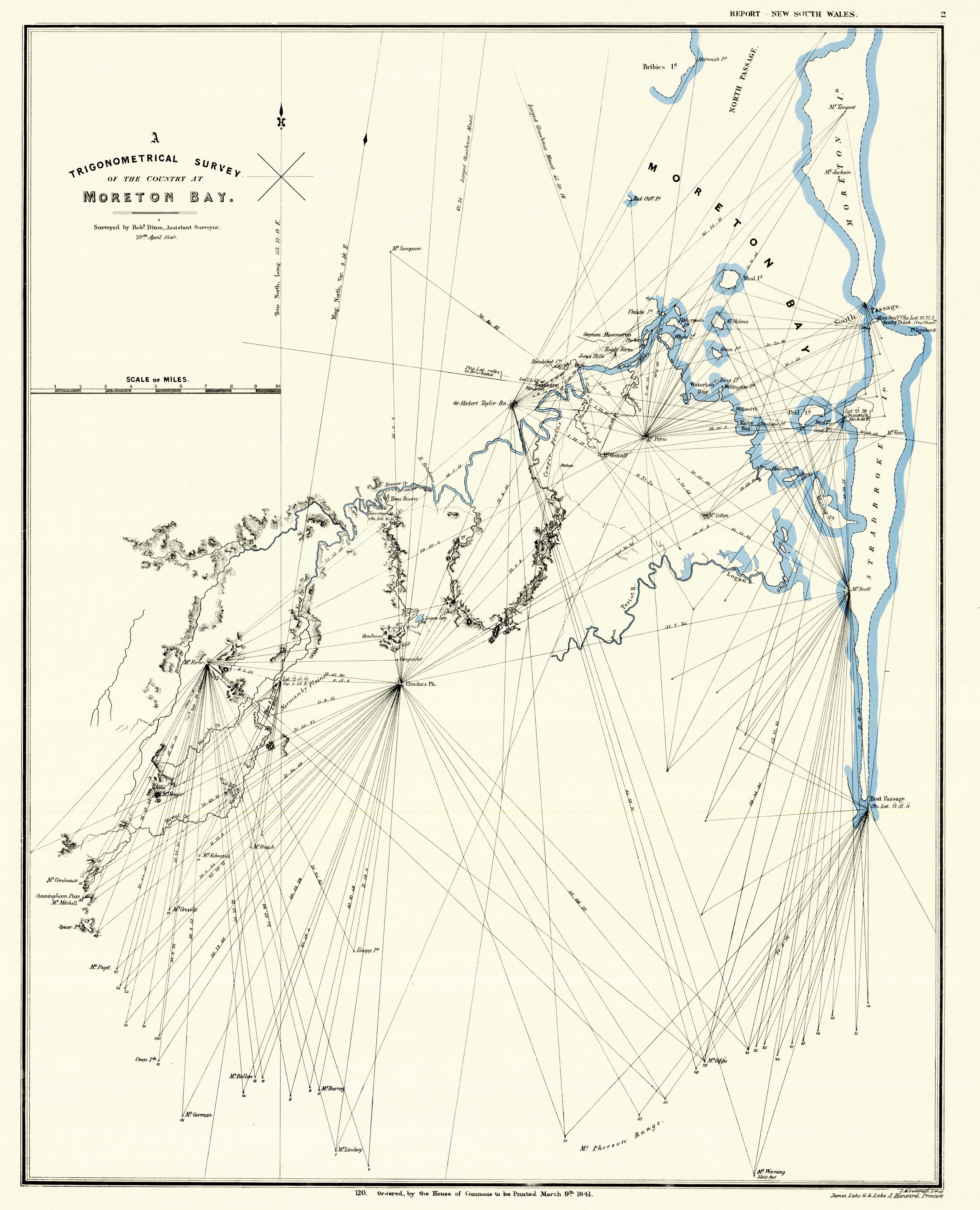
Dixons trigonometrische Vermessung von Moreton Bay, 1840

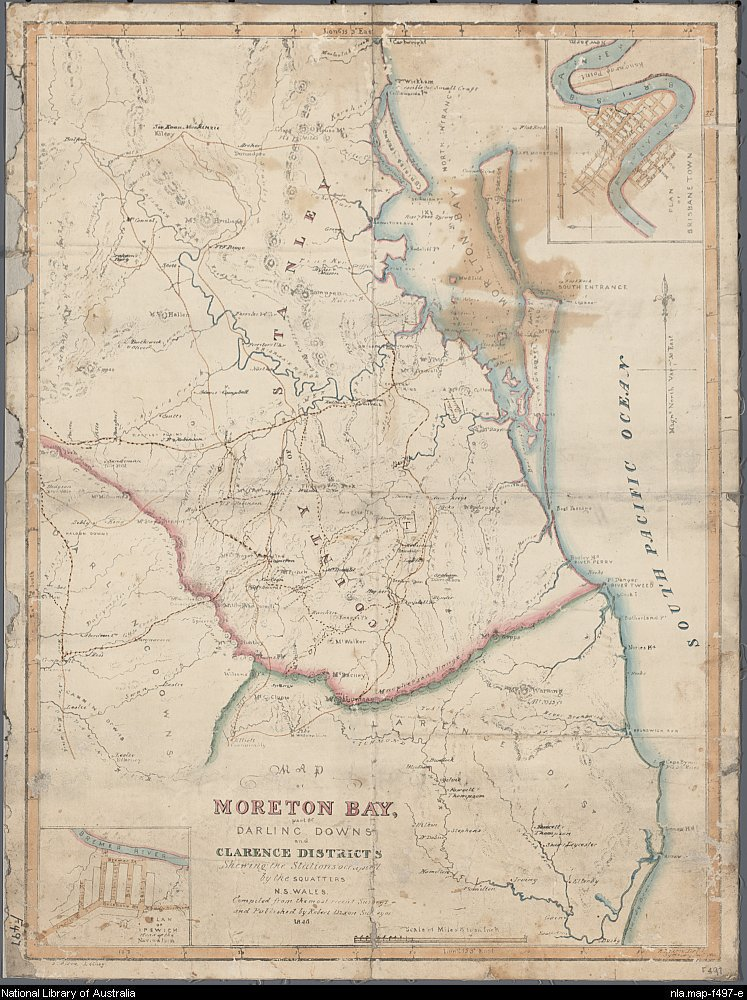
Dixons Karte von Moreton Bay, 1845 oder 1846

Nachdem es ihm nicht gelungen war, wieder eingesetzt zu werden, zog Dixon nach Moreton Bay. In diesem Jahr begann Dixon zusammen mit den Assistenzvermessern Granville Stapylton und James Warner eine trigonometrische Vermessung von Moreton Bay für die Regierung, um die freie Besiedlung zu erleichtern. Eine Basislinie von 4,8 km wurde auf den Normanby Plains (heute Harrisville, südlich von Ipswich) als Grundlage für die Triangulation vermessen. Dixon erhielt den Auftrag, einen Plan des Bezirks für Landverkäufe und Stadtreservate zu erstellen. Dies verärgerte Gouverneur George Gipps.
Dixon wird zugeschrieben, eine Reihe von Gebieten entlang der Ostküste Australiens erstmals vermessen und benannt zu haben, darunter:
- Cronulla, New South Wales – der Name basiert auf dem Aborigine-Wort kurranulla.
- Gunnamatta Bay, New South Wales.
- The Oaks, New South Wales – und umliegende Gebiete.
- Otford, New South Wales – ursprünglich von Dixon Bulgo genannt.
- Russell Island, Queensland.[7]
- Wellington Point, Queensland.

## Vermächtnis
Dixon, Stapylton und Warner werden auf einer Gedenktafel im Land Centre, Woolloongabba in Brisbane geehrt (Lage). Die Tafel wurde von der Queensland Division des Australian Institute of Surveyors aufgestellt und am 7. Mai 1989 vom Surveyor General of Queensland K. J. Davies und dem Surveyor General of New South Wales D. M. Grant enthüllt.

## Persönliches Leben
Am 24. Juli 1839 heiratete er in Moreton Bay Margaret Sibly, die Tochter von James und Elizabeth Sibly aus St Neot in Cornwall.
Dixon starb im Alter von 58 Jahren am 8. April 1858 in Sydney. Er hinterließ seine Frau und drei ihrer sechs Kinder.